# Squatina australis
Squatina australis är en hajart som beskrevs av Regan 1906. Squatina australis ingår i släktet Squatina och familjen havsänglar. IUCN kategoriserar arten globalt som livskraftig. Inga underarter finns listade i Catalogue of Life.